# Крубічев
Крубічев (пол. Krubiczew) — село в Польщі, у гміні Леонцин Новодворського повіту Мазовецького воєводства.
Населення — 119 осіб (2011).
У 1975-1998 роках село належало до Варшавського воєводства.

## Демографія
Демографічна структура станом на 31 березня 2011 року:
|          | Загалом | Допрацездатний вік | Працездатний вік | Постпрацездатний вік |
| -------- | ------- | ------------------ | ---------------- | -------------------- |
| Чоловіки | 62      | 14                 | 43               | 5                    |
| Жінки    | 57      | 12                 | 32               | 13                   |
| Разом    | 119     | 26                 | 75               | 18                   |